# Локомотив (Конотоп)
«Локомотив» — український аматорський футбольний клуб з міста Конотоп Сумської області.

## Назви
- 1938—1994: «Локомотив»;
- 2015—2019: «Локомотив».

## Історія
Команда була заснована 1938 року на базі локомотивного депо. У 1938 році команда дебютувала в Кубку СРСР. Надалі команда виступала у чемпіонаті Сумської області і Кубку.
З початку турніру в незалежній Україні клуб виступав у чемпіонаті України серед команд фізичної культури. У сезоні 1992/93 посів 7 місце у 3-й групі. Команда також посіла третє місце у чемпіонаті області. Наступного сезону клуб повторив своє досягнення у чемпіонаті України серед команд фізичної культури. Але потім з 1995 року в змаганнях участі не брав.
2015 року «Локомотив» відродили і вже через рік команда стала найкращою у першій лізі області, вигравши путівку до вищої ліги.

## Досягнення
- третє місце у чемпіонаті Сумської області: 1992/93
- Володар Кубка Сумської області: 1993

| Сезон   | Чемпіонат | Чемпіонат | Чемпіонат | Чемпіонат | Чемпіонат | Чемпіонат | Чемпіонат | Чемпіонат | Кубок        | Кубок | Кубок | Кубок | Кубок | Кубок | Кубок | Примітка             |
| Сезон   | Ліга      | Місце     | І         | В         | Н         | П         | М         | О         | Етап         | І     | В     | Н     | П     | М     | О     | Примітка             |
| ------- | --------- | --------- | --------- | --------- | --------- | --------- | --------- | --------- | ------------ | ----- | ----- | ----- | ----- | ----- | ----- | -------------------- |
| 1994/95 | —         | —         | —         | —         | —         | —         | —         | —         | 1/128 фіналу | 0     | 0     | 0     | 0     | 0−0   | 0     | Відмова «Локомотива» |
| Всього  | —         | —         | —         | —         | —         | —         | —         | —         | —            | —     | —     | —     | —     | —     | —     |                      |

## Гравці команди
- Віктор Іваненко (1993/94)